# ITV (Рівне)
«ITV» — український телевізійний канал. Почав мовлення з 18 вересня 2020 року.

## Покриття
Розповсюдження сигналу: Рівненська, Житомирська (західна частина до Звягеля), Волинська (східна частина до Луцька), Хмельницька області (Північна частина).

## Мовлення
Здійснює цілодобове мовлення в ефірі цифрового стандарту Т2 на підставі тимчасового дозволу на час воєнного стану та в кабельних мережах найбільших операторів Воля та Triolan.

### Технічні характеристики
Стандартна роздільна здатність (1920x1080 16:9)

## Аудиторія
Сукупна фактична аудиторія «ITV» — понад 743 000 мешканців.

## Проекти
- Комфортне місто
- Новини. Підсумки
- Новини
- НАШІ
- CLICK SHOW
- Пряма мова
- PROполітику
- Корнієві казки
- У ритмі спорту
- Добра новина з Пастором Тарасом Сенем
- Вітальня
- ТОП тема
- Акценти
- ПолітП'ятниця
- PRO здоров'я
- Кнопка
- Невідомі патріоти
- Недільне Євангеліє
- Короткий метр
- Мультсвіт
- Чергова частина
- Суб'єктивно
- Без гриму
- З Осуховським на чистоту
- Смачна подорож
- Час минулого: унікальний Захід
- ЛітЕра
- Дитячий клуб